# Atractanthula
Atractanthula is een geslacht van neteldieren uit de klasse van de Anthozoa (bloemdieren).

## Soort
- Atractanthula johni Leloup, 1964